# Julia Serano
Julia Michelle Serano (/səˈrænoʊ/; * 1967) je americká spisovatelka, hudebnice, performerka, transgenderová a bisexuální aktivistka a bioložka. Je známá svými transfeministickými knihami, například Whipping Girl (2007), Excluded (2013) a Outspoken (2016). Je také veřejná řečnice, která má za sebou řadu přednášek na univerzitách a konferencích. Její texty se často objevují v queer, feministických a populárně kulturních časopisech.

## Život
Serano, které bylo při narození přiřazeno k mužské pohlaví, uvedla, že poprvé v sobě vědomě rozpoznala touhu být ženou koncem 70. let, když jí bylo 11 let. O několik let později se začala převlékat za dívku. Zpočátku se převlékala tajně, ale nakonec se začala otevřeně označovat jako „mužský crossdresser“. První podpůrnou skupinu pro crossdressery navštívila v roce 1994, když žila v Kansasu.
Brzy poté se Serano přestěhovala do oblasti Sanfranciského zálivu, kde se v roce 1998 seznámila se svou manželkou Dani. Během této doby se Serano začala identifikovat nejen jako crossdresserka, ale také jako transsexuálka a bisexuálka. V roce 2001 začala s medicínskou tranzicí a identifikovala se jako transgenderová žena.

## Kariéra
Serano získala doktorát z biochemie a molekulární biofyziky na Kolumbijské univerzitě. Výzkumu genetiky a vývojové a evoluční biologie na Kalifornské univerzitě v Berkeley se věnovala 17 let.
Serano je autorkou knihy Whipping Girl: A Transsexual Woman on Sexism and the Scapegoating of Femininity (Transsexuální žena o sexismu a obětním beránkovi ženskosti). Její druhá kniha, Excluded: Making Feminist and Queer Movements More Inclusive (Vyloučení: Zvýšení inkluzivity ve feministickém a queer hnutí) vyšla 10. září 2013 v nakladatelství Seal Press a čtenáři časopisu Ms. Magazine ji označili za 16. nejlepší knihu literatury faktu všech dob. Svojí třetí knihu Outspoken: A Decade of Transgender Activism and Trans Feminism (Otevřeně: Desetiletí trans aktivismu a trans feminismu), vydala sama pod hlavičkou nakladatelství Switch Hitter Press, které založila spolu s vydavatelstvím Switch Hitter Records. Outspoken je finalistkou Lambda Literary Award 2017. Její kniha z roku 2020, 99 Erics: a Kat Cataclysm faux novel, kterou rovněž vydalo nakladatelství Switch Hitter, získala v roce 2021 cenu Edmunda Whitea Publishing Triangle Award for Debut Fiction a byla oceněna stříbrnou medailí Independent Publisher Book Awards 2021 v kategorii LGBT+ Fiction.
Její práce se objevily v queer, feministických a popkulturních časopisech, včetně Bitch, Clamor, Kitchen Sink, LiP, make/shift a Transgender Tapestry. Úryvky z jejího díla se objevily v The Believer a San Francisco Chronicle a v NPR.
O problematice transgenderu a trans žen přednášela na mnoha univerzitách, často na konferencích s queer, feministickou, psychologickou a filozofickou tematikou. Její texty byly také použity ve výukových materiálech v kurzech genderových studií po celých Spojených státech.
Je slam básnířkou a vystupuje s mluveným slovem na univerzitách a také na akcích, jako je National Queer Arts Festival, San Francisco Pride Dyke March a Trans March stage, Ladyfest, outCRY!, Femme 2006 a v The Vagina Monologues. Od roku 1997 do začátku roku 2000 byla kytaristkou a zpěvačkou skupiny Bitesize a nahrála také sólové album.
Organizuje a pořádá GenderEnders, sérii představení, která představuje tvorbu transgenderových, intersexuálních a genderqueer umělců a umělkyň a jejich spojenců, v jejímž rámci se uskutečnilo 20 představení. V rámci Národního festivalu queer umění v roce 2007 uspořádala vystoupení mluveného slova Trans and Intersex Women Speak Their Minds (Transrodové a intersexuální ženy si řeknou své).
Na webových stránkách Medium píše články o sociální spravedlnosti na témata jako transgenderová identita, LGBTQI+ viditelnost a politika identity.

## Osobní život
Žije v Oaklandu v Kalifornii.

## Dílo

### Knihy
- Buď/anebo. Switch Hitter Press. 2002. OCLC 58926464.
- Whipping Girl: A Transsexual Woman on Sexism and the Scapegoating of Femininity [Transsexuální žena o sexismu a obětním beránkovi ženskosti]. Seal Press. 2007. ISBN 9781580051545. OCLC 81252738.
- Serano, Julia (2013). Vyloučení: : Making Feminist and Queer Movements More Inclusive (Jak učinit feministická a queer hnutí inkluzivnějšími). ISBN 978-1580055048.
- Outspoken (Vyjádřeno): A Decade of Transgender Activism and Trans Feminism (Desetiletí transgender aktivismu a transfeminismu). Switch Hitter Press. November 2, 2016. ISBN 978-0996881005.
- 99 Erics: A Kat Cataclysm Faux Novel (Falešný román o Katce). Switch Hitter Press. 2020. ISBN 978-0996881043.
- Sexed Up: How Society Sexualises Us, and How We Can Fight Back (Sexem posedlí: Jak nás společnost sexualizuje a jak se tomu můžeme bránit). Basic Books. May 17, 2022. ISBN 9781541674806.[26].

### Antologie
- Friedman, Jaclyn; Valenti, Jessica, eds. (2008). "Proč hodní kluci končí poslední". Ano znamená ano: Vize ženské sexuální moci a svět bez znásilnění. Berkeley, Kalifornie: Seal Press. s. 227-240. ISBN 9781580052573. OCLC 227574524.
- Diamond, Morty, ed. (2011). "Cherry Picking" (Výběr třešní). Trans/Love: Radikální sex, láska a vztahy mimo genderovou binárnost. San Francisco: Manic D Press. ISBN 9781933149561. OCLC 709681495.